# Minnie Earl Sears
Minnie Earl Sears   (Lafayette, 17 de novembre de 1873 - Nova York, 28 de novembre de 1933) fou una bibliotecària i editora dels Estats Units. Va ser la creadora dels llistats d’encapçalament de matèria (LEM) més difosos per a biblioteques petites, mitjanes i escolars.

## Biografia
Nascuda a Lafayette, Indiana; és diplomada a la Universitat de Purdue amb 18 anys. Va començar a treballar com a catalogadora a la biblioteca del Bryn Mawr College des del 1903 a 1907. L'any 1909 va ser nomenada directora de la biblioteca de la Universitat de Minnesota fins al 1914, any que comença al departament de catalogació i referència de la Biblioteca Pública de Nova York, fins al 1920.
L'any 1923 va començar la seva etapa pel món editorial, amb la incorporació a les files de la H.W. Wilson Company. Des d'aquesta posició, va realitzar nombroses edicions a bibliografies i obres de referències. També es va dedicar a dur a terme conferències sobre biblioteques. Durant el mateix 1923 es va introduir al món acadèmic com a professora a la facultat de Biblioteconomia i Documentació de la Universitat de Colúmbia fins a l'any 1931 que es va jubilar.
Finalment, el 1932 s'incorpora al consell assessor de l'American Library Association (ALA) fins al dia de la seva mort un any més tard (1933).

## Obra acadèmica
Minnie Earl Sears és considerada la creadora del llenguatge documental dels llistats d'encapçalament de matèria. Tot i que fou Charles Ammi Cutter el primer investigador que va obrir el camí, va ser Sears qui crea un sistema d'àmplia difusió en col·leccions bibliotecàries més petites.
Va ser conscient de la dificultat que tenien les biblioteques petites per utilitzar el sistema d'encapçalaments de matèries de la Biblioteca del Congrés en ser massa complex i extens i fruit d'això va decidir elaborar un sistema més simple i apropiat.
Sears va elaborar un estudi de camp al recórrer gran quantitat de biblioteques petites i mitjanes d'estats Units per tal de conèixer les necessitats de classificació que tenien. Un cop feta la recol·lecta, l'any 1923 crea un sistema d'assignació de l'encapçalament atorgant molta importància a la mida de les biblioteques, a la naturalesa de la col·lecció, a la seva funció i als seus patrons. Va ser anomenat List of Subject Headings for Small Libraries.
Cada encapçalament és una entrada directa; no va incloure noms propis ni d'institucions, tot i que es poden usar com a peu de pàgina. Va utilitzar el llenguatge senzill (davant del científic o tècnic) i els encapçalaments estan ordenats per ordre alfabètic.
Va realitzar dues edicions més, i la tercera, publicada l'any 1933, va incloure una obrada anomenada Practical Suggestions for the Beginner in Subject Heading Work, on s'explica com fer servir el llenguatge documental.
Després de la seva mort, es va adjuntar el seu nom al llenguatge documental, sent coneguda posteriorment com a Sears' List of Subject Headings. Aquesta obra ha tingut més de 19 edicions i és molt usada tant al Regne Unit com a Austràlia.
La seva obra va influenciar notablement en l’elaboració dels dos llistats més importants en llengua hispànica.
Com a editora, va elaborar nombroses obres de referència, com els diccionaris Trackeray Dictionary (1910) o George Eliot Dictionary (1924) junt amb Isadore Gilbert Mudge. Va editar també la 3era i 4ta edició del catàleg Childrens’ catalog els anys 1925 i 1930 respectivament. Per a l'American Library Association (ALA) va editar nombroses normatives per a la catalogació en biblioteques públiques i escolars.